# 釈迦院 (池田市)
釈迦院（しゃかいん）は、大阪府池田市にある高野山真言宗の寺院。厄除けの寺として知られ、通称は尊鉢厄神（そんぱちやくじん）と呼ばれる。

## 歴史
寺伝によれば、神功皇后が百済より釈尊の仏舎利多羅宝鉢を得て凱旋し、仏教がまだ広まっていないので、仲哀天皇の御代、散逸を恐れて鉢塚に隠した。その後、行基が霊夢により石窟より仏舎利を掘出し、聖武天皇の勅命で精舎を建立。また、行基は自ら観音菩薩・不動明王・毘沙門天像を刻して仏舎利とともに安置。寺を鉢多羅山若王寺釈迦院と号し、村を尊鉢と名づけ、斎田300石を賜った。天正年間（1573年 - 1592年）の兵火で若王寺は堂宇と寺宝を焼失し、斎田も没収されたが、天正17年（1589年）に傳誉が再建し、その後天保11年（1840年）火災に遭い、慶応元年（1865年）6月宗浄・歓浄が再建。

## 文化財
重要美術品

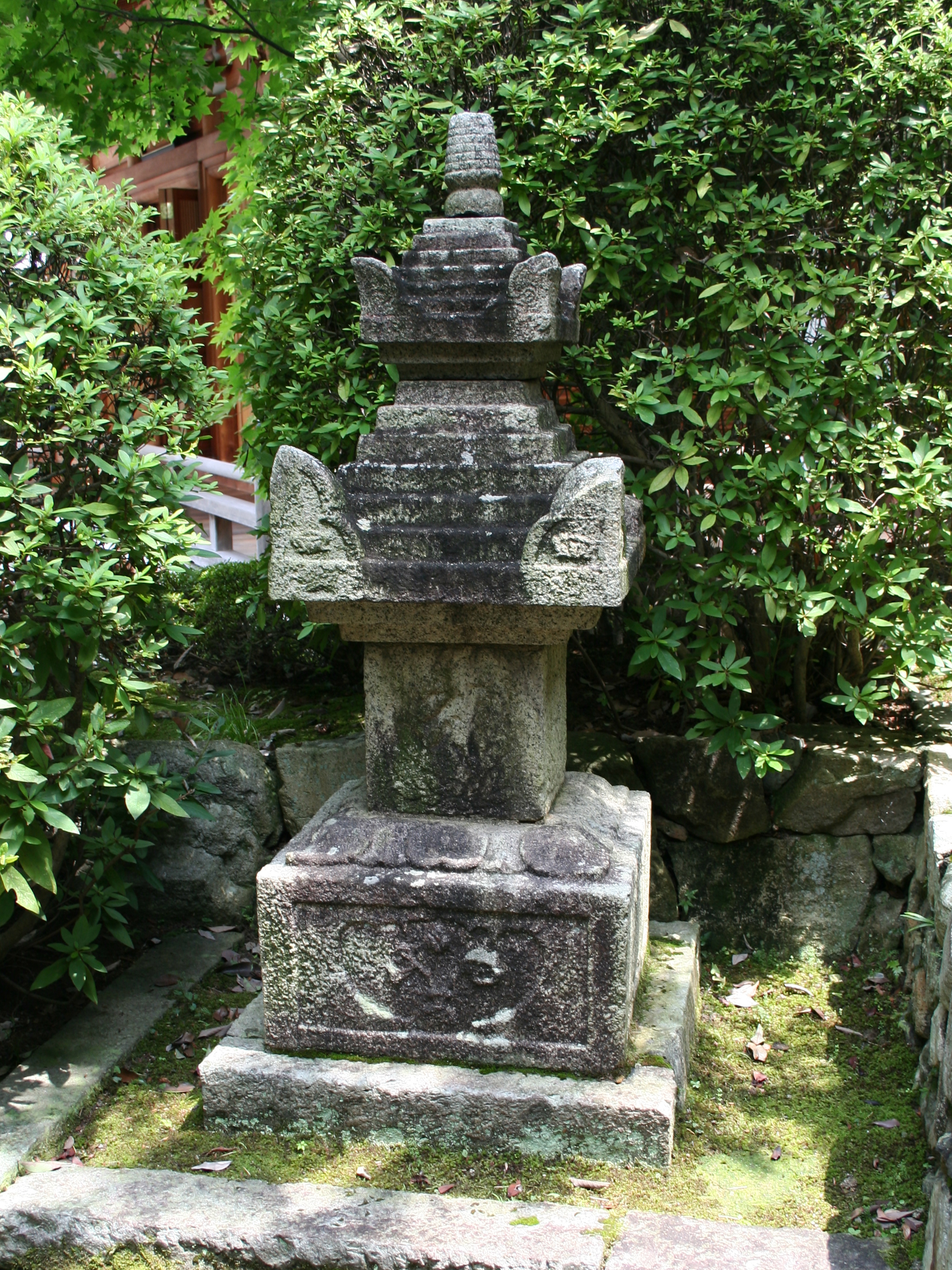
宝篋印塔

- 宝篋印塔 - 鎌倉時代、花崗岩製、「正安元年（1299年）十二月廿五日 願主藤原景正」と刻銘がある。1935年、重要美術品に認定[2]。

池田市指定文化財
- 梵鐘 - 江戸時代、寛永九壬申年（1632年）の銘があり、池田市内最古のものの一つ。